# نیژنه‌ساپاشوو
نیژنه‌ساپاشوو (انگلیسی: Nizhnesapashevo) یک شهرک در شهرستان کوگارچینسکی جمهوری باشقیرستان در کشور روسیه است.